# Pont Cabrillo
Le pont Cabrillo anglais : Cabrillo Bridge est un pont pédestre et routier du parc Balboa, à San Diego, en Californie.
Il a été construit pour la Panama–California Exposition en 1914-1915.
Il est inscrit au Registre national des lieux historiques depuis 1976.

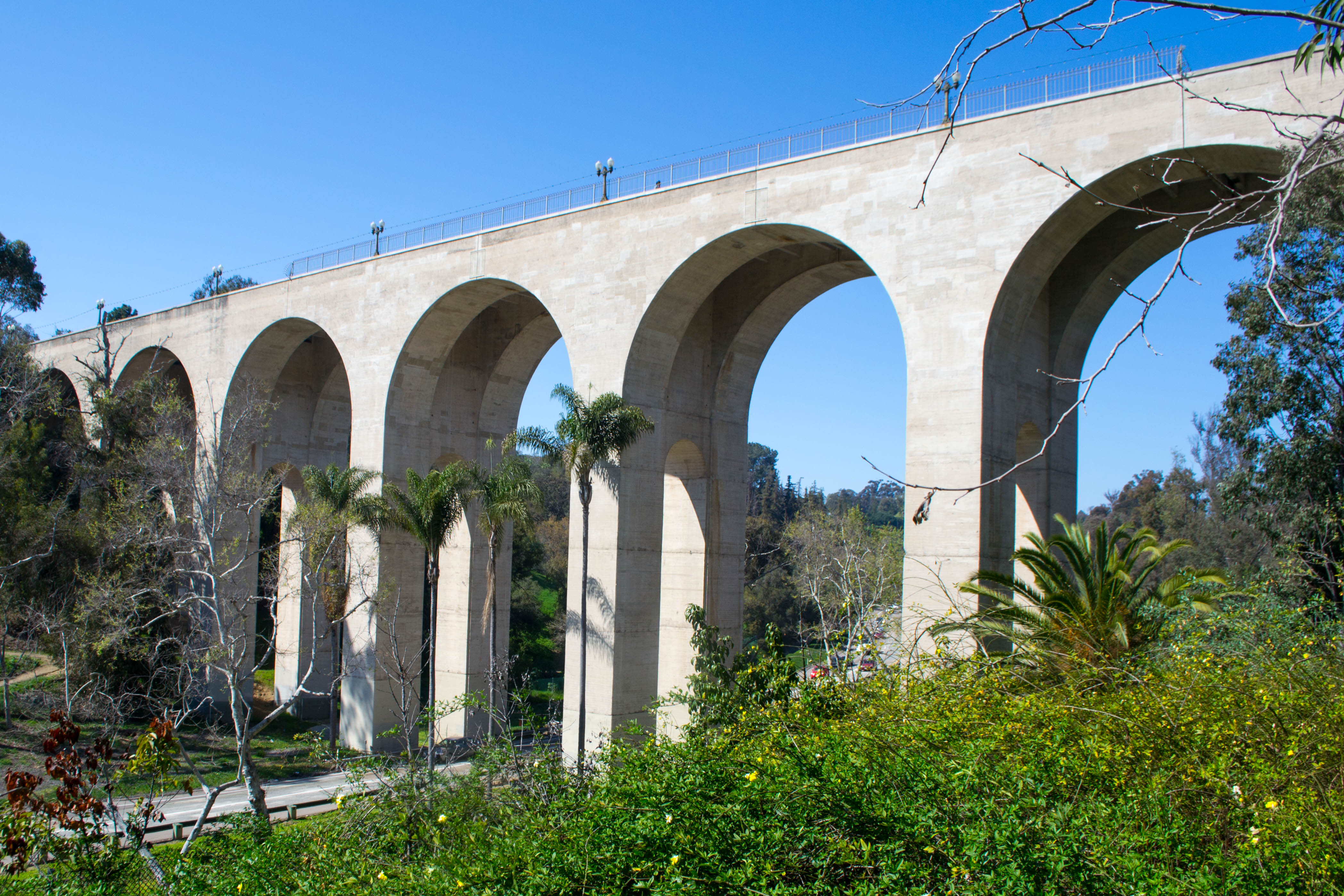
Le pont Cabrillo.